# Gladiatus
Gladiatus là một Webgame được công ty Gameforge Productions GmbH, Đức phát triển. Gladiatus được xây dựng với bối cảnh Thời Trung Cổ, thời những chiến binh dũng mãnh của La Mã, người chơi có thể thưởng thức Game qua những câu chuyện huyền bí, tựa như những tiểu tuyết mà nhân vật của câu chuyện chính là bạn - Một Chiến Binh - Một Võ Sĩ Giác Đấu.
Đây là 1 GameWeb Thuần Việt mà khi tham gia, người chơi không cần cài đặt thêm bất cứ chương trình nào. Game còn có lối chơi rất nhẹ nhàng, đơn giản dễ tiếp cận, không quá phức tạp như những Game Online khác. Vì vậy, Gladiatus thực sự trở nên thịnh hành trong dòng Wedgame, đặc biệt là trong giới học sinh.

## Giới thiệu
Như đã nói, nhân vật chính trong game này là một võ sĩ giác đấu. Người chơi có thể chọn giới tính cho nhân vật của mình. Cứ mỗi lần đạt đến 1 mốc level nhất định, hình nhân vật sẽ thay đổi (5,10,20,30,...,100). Và cũng như những gameonline khác, Gladiatus sử dụng 2 dạng tiền ảo là Gold và Ruby. Gold có thể kiếm được dễ dàng qua việc đánh quái vật, làm nhiệm vụ,... Còn Ruby phải mua thông qua các dịch vụ trong game.
Nhân vật sẽ có tổng cộng sáu loại chỉ số:
```
- Sức mạnh: 10 điểm tăng 1 sát thương, sức mạnh càng cao thì chỉ số phong tỏa đòn tấn công càng tốt
- Kỹ năng: tăng cơ hội tấn công và đòn chí mạng
- Sự nhanh nhẹn: giảm cơ hội tấn công và đòn chí mạng của đối phương
- Thể trạng: tăng sức khỏe và khả năng hồi phục
- Đức tin: tăng khả năng đánh 2 lần
- Trí thông minh: tăng tác dụng của thức ăn, tăng chỉ số trị thương và tăng khả năng rơi đồ khi đánh quái vật
```

Để làm cho nhân vật trở nên mạnh mẽ hơn, người chơi cần phải nâng các chỉ số trên 1 các hợp lý và phải biết kết hợp với các trang bị trên người.

## Các công cụ cho Gladiatus
Khá nhiều người hâm mộ Gladiatus đã tạo ra một số công cụ hữu ích để giúp chơi dễ dàng hơn. Tuy nhiên, cần cẩn thận khi sử dụng những công cụ này, đặc biệt là khả năng bị lộ thông tin mật. Do vậy để đảm bảo sự an toàn cho người chơi, nhà phát hành chỉ đưa ra một số công cụ sau, mà đa phần là bằng add-ons trên firefox:
- Gladiatus Tools[liên kết hỏng]

Chức năng:
- Mô phỏng trước một trận đấu xem bạn có được bao nhiêu phần trăm thắng lợi(chú ý: công cụ này không quan tâm đến điểm HP)
- Hiển thị hình ảnh đại hiện của riêng bạn (chức năng hiện đang bị lỗi).
- Hiển thị thời gian chờ trong trại ngựa, trên đấu trường, những chuyến thám hiểm (chức năng này hiện không còn phù hợp với phiên bản mới hiện nay).
- So sánh những đồ vật được bán với tư trang của bạn (so sánh cả lính đánh thuê).
- Chỉ làm nổi bật những đồ vật bạn có thể mua được trong shop (chức năng này hiện không còn phù hợp với phiên bản firefox 5.0).
- Mở rộng ghi chú và tin nhắn.
- Thống kê chỉ số tăng máu và chỉ số đe dọa.
- "Không gửi tin nhắn mà tôi đã gửi cho guild".

### Trang chủ chính thức
- Gameforge Productions GmbH
- Máy chủ tiếng Đức
- Máy chủ tiếng Anh
- Máy chủ tiếng Việt
- Diễn đàn Gladiatus Việt Nam